# Gaula (Trøndelag)
Pour les articles homonymes, voir Gaula.
La Gaula est une rivière de Norvège, dans le comté de Trøndelag. Elle coule à travers la vallée de Gauldalen. Elle draine un bassin de 3 658 km2 et mesure environ 145 km de longueur.
La Gaula prend sa source dans le lac Gaulhåen dans la municipalité d'Holtålen. Elle se jette dans le Trondheimsfjord à Leinstrand (municipalité de Trondheim).
En 2005, avec 37,5 tonnes de prises, elle devient la rivière la plus riche en saumon de Norvège.